# Новошумилово
Новошумилово — деревня в Тегульдетском районе Томской области России. Входит в состав Белоярского сельского поселения. Население 94 чел. (2021) .

## География
Находится на востоке региона, на границе с Красноярским краем, на реке Ашурга, у места ее впадения в р. Чулым.
Климат
Находится на территории, приравненной к районам Крайнего Севера. 

## История
В соответствии с Законом Томской области от 9 сентября 2004 года № 197-ОЗдеревня вошла в состав муниципального образования Белоярское сельское поселение.

## Население
| 1926 | 2002 | 2010 | 2012 | 2013 | 2014 | 2015 | 2021 |
| ---- | ---- | ---- | ---- | ---- | ---- | ---- | ---- |
| 130  | ↘123 | ↘94  | ↘91  | ↗92  | ↘90  | ↘89  | ↗94  |

Проживают чулымцы

## Инфраструктура
Личное подсобное хозяйство.
Есть библиотека

## Транспорт
Проходит автодорога Тегульдет — Белый Яр (69Н-79).